# Filmemacher
Als Filmemacher werden treibende künstlerische Persönlichkeiten hinter einem Film aus dem Bereich der Film- und Fernsehproduktion bezeichnet. Ähnlich wie die Bezeichnung Theatermacher aus dem Bereich Theater ist es ein Synonym für einen Verantwortung tragenden Initiator, das häufig in der Rezension über solche Persönlichkeiten sowohl in Filmkritiken und Zeitschriften als auch in der Einordnung von Künstlern und ihrer Ausdrucksform verwendet wird. Es dient auch als alternative Bezeichnung für freie Filmregisseure oder als Hinweis auf den Urheber eines filmischen Werkes. 
Der Begriff wird häufig dann in Abgrenzung von dem stark arbeitsteiligen Prozess bei Kinoproduktionen verwendet, wenn wesentliche Aufgaben wie Buch, Produktion, Regie, Kamera und Schnitt in einer Hand bleiben.

## Deutung
Die Verwendung des Begriffs ist nicht eindeutig. Oftmals wird die Bezeichnung als Filmemacher auch auf Autoren von Drehbüchern (Drehbuchautor) oder Filmproduzenten als Rechteinhaber eines Filmes sowie Filmregisseure, die sowohl als Drehbuchautoren als auch Kameramänner ihre Filme in eigener Verantwortung erstellen oder Regisseure, die aus anderen Berufen zum Film kamen, angewandt, da Regisseur ein erlernbarer Beruf ist, Filmemacher jedoch in dem Sinne nicht. Die Mehrdeutigkeit des Begriffs erstreckt sich bis zu der Anwendung auf unabhängige Filmkünstler, die viele leitende Bereiche innerhalb einer Filmproduktion selbst übernehmen, und ist somit häufig allumfassender, als die Berufs-Bezeichnung Filmregisseur.
Im Gegensatz zu eindeutigen Berufsbildern einzelner Gewerke (Filmstab) in der Filmproduktion, wie der Kameramann oder auch der Filmregisseur im klassischen Sinne einer reinen Schauspiel- oder Szenenregie, werden Filmemachern im Verständnis der Öffentlichkeit häufig über eine film-gestalterisch weiter reichende professionelle Kompetenz in Praxis und Theorie hinaus die Verantwortung für die Handschrift der einzelnen Gewerke zugeschrieben und erwartet, dass sie die einzelnen Stufen der filmischen Projektentwicklung kennen. So wird in Rezensionen beispielsweise davon gesprochen, „wie großartig der Filmemacher in der Szene das Licht gesetzt hat“, obwohl er selbst kein Oberbeleuchter ist, aber seine Handschrift erkennbar war. Filme und deren künstlerische Handschrift durch bekannte Filmemacher werden im Gegensatz zu klassischen Fernsehproduktionen oft vorrangig mit diesen Filmemachern in Verbindung bewertet. Am häufigsten trifft man im Rahmen sogenannter Autorenfilme auf die Bezeichnung Filmemacher, da hier die Alleinverantwortung und Handschrift des Filmemachers auf die Ursprünge und das Wesen des Autorenfilmes zurückführt, wo auch nicht selten ungelernte Filmkünstler große Anerkennung für ihre künstlerische Vision erlangten.

## Aufgabenbereiche
Zentrale gestalterisch-technische Arbeitsfelder der Filmbranche, wie Regie, Kamera, Licht, Schnitt (Montage), Ton, Filmproduktionsleitung, Stoffentwicklung, Drehbuch, Inszenierung, Produktion, Postproduktion, Kalkulation und Finanzierung, die in klassischen Formen der Filmproduktion unabhängige einander zuarbeitende Gewerke darstellen, können teilweise und auch ganz in den Aufgabenbereich des Filmemachers fallen. Da der Begriff mehrdeutig ist und im Wandel der Zeit – ähnlich wie der Regisseur (ehemals Spielleiter) – sich verändernde Bedeutungen hatte, können die damit umschriebenen Tätigkeitsfelder sich über die gesamte Zeit der Vorbereitungen bis hin zur Fertigstellung eines Filmes erstrecken, es können aber auch nur einzelne Bereiche damit gemeint sein. Im ersten Fall können zu den Vorbereitungen bereits die Drehbücher sowie Textvorlagen zählen, die in die Erarbeitung konkreter Vorstellungen für die Rollen, den genauen Handlungsablauf sowie zu den geeigneten Schauspielern einfließen. Am häufigsten wird der Begriff jedoch für autarke Künstler angewandt, die eine eigene filmische Vision ohne Vorgaben Dritter umsetzen, ihre Anweisungen oder Vorschläge zur Umsetzung an die Aufnahmeleiter, Bühnen- und Kostümbildner, Kameraleute und Beleuchter weitergeben und die musikalische Umsetzung mit den Komponisten besprechen, alle wichtigen Entscheidungen während der Dreharbeiten treffen und den Schauspielern ihre Vorstellung von der Umsetzung der jeweiligen Rolle vermitteln. Sie erfüllen in diesem Fall Aufgaben vieler Bereiche und Berufsbilder innerhalb der Filmproduktion und bilden eine Weiterführung und mögliche Verlängerung des klassischen Berufsbildes eines Filmregisseurs und überschneiden sich je nach Deutung mit diesem, da dieser ja im Wandel der Zeit ebenfalls bereits eine Wandlung von einem reinen Schauspielleiter zu einem wesentlichen Mitgestalter des Films aufzuweisen hat. 

## Werdegang
Die Bezeichnung Filmemacher umschreibt kein klares Berufsbild. Es ist eine Umschreibung künstlerischer Ambitionen im Bereich Filmproduktion und häufig geht die künstlerische Arbeit als allumfassend verantwortlich zeichnender Filmemacher aus einer Arbeit als leitender Kameramann oder Regisseur hervor, dessen Tätigkeitsfelder und deren Erweiterung nicht mehr mit ihrer Berufsbezeichnung allein abzudecken sind, wie beispielsweise bei Lars von Trier, der als Regisseur selbst Kamera führt und Drehbücher schreibt. Aber auch andere künstlerische Arbeit kann der Anerkennung als Filmemacher vorangegangen sein, wie ein Autor, Komponist oder wie beim Filmemacher Peter Greenaway, der zuvor Maler und Grafiker war. Da der Beruf des Regisseurs erlernbar und somit ein eher geschützter Begriff ist, kann ein Filmemacher hingegen auch ohne Studium ein anerkannter Filmkünstler sein. Allgemeine Ausbildungen und Studiengänge zum Filmemacher gibt es eher selten und gelten als Augenwischerei, da eine Spezialisierung innerhalb der Ausbildung nötig wäre, um eine konkrete Abschlussprüfung abnehmen zu können. Häufiger sind Bildungswege über Spezialisierungen, zum Beispiel das Studium zum Kameramann oder zum Regisseur. Solche Studiengänge erfolgen in der Regel in 6–8 Semestern an Hochschulen oder Filmakademien. Häufig kommt es jedoch auch vor, dass völlig andere Studiengänge oder Ausbildungen zum Film und zur Betitelung als Filmemacher führen, wie bekannte Biografien belegen. So gibt es nicht selten studierte Philosophen oder Literaturwissenschaftler, die dann über ein Projekt zum Film kamen und zu einem bekannten Filmemacher wurden. Da sie nicht Regie oder Ähnliches studierten, werden sie im Allgemeinen durch ihre bekannten Filmprojekte dann als Filmemacher bezeichnet.